# 조지프 잭슨
조지프 월터 "조" 잭슨(영어: Joseph Walter "Joe" Jackson, 1928년 7월 26일 ~ 2018년 6월 27일)은 미국의 가수인 마이클 잭슨의 아버지로, 아들 마이클 잭슨이 속해있던 잭슨 파이브의 매니저이기도 했다.

## 자녀
- 장녀 래비 잭슨 (1950년 ~ )
- 장남 재키 잭슨 (1951년 ~ )
- 차남 티토 잭슨 (1953년 ~ 2024년)
- 3남 저메인 잭슨 (1954년 ~ )
- 차녀 라토야 잭슨 (1956년 ~ )
- 4남 말론 잭슨 (1957년 ~ )
- 5남 브란도 잭슨 (1957년 ~ 1957년)
- 6남 마이클 잭슨 (1958년 ~ 2009년)
- 7남 랜디 잭슨 (1961년 ~ )
- 3녀 자넷 잭슨 (1966년 ~ )